# برنیس اورویگ
برنیس اورویگ (انگلیسی: Bernice Orwig؛ زادهٔ november ۲۴, ۱۹۷۶ (۴۸ سال)) ورزشکار واترپلو اهل ایالات متحده آمریکا است.
وی در مسابقات کشوری و بین‌المللی در مجموع برندهٔ ۱ مدال نقره شده‌است.